# Chen Lifu
Chen Lifu, född 27 juli 1900 i Wuxing, Zhejiang, död 8 februari 2001 i Taipei, var en ledande kinesisk politiker i Republiken Kina, både på fastlandet och senare på Taiwan.
Chen och hans äldre bror Chen Guofu var brorsöner till Chen Qimei, som fram till dess att han lönnmördades på uppdrag av den kinesiske presidenten Yuan Shikai år 1916 var en av Chiang Kai-sheks mentorer. 1923 reste Chen Lifu till USA där han tog en magisterexamen i gruvdrift vid University of Pittsburgh.
Chen Lifu blev Chiangs personlige sekreterare vid en ålder av 27 år, och två år senare Kuomintangs generalsekreterare. Han var utbildningsminister under större delen av det kinesiska inbördeskriget, och använde sig av den hemliga polisen för att upprätthålla en strikt kontroll över den ideologiska linjen bland intellektuella och studenter.
Chenbröderna grundade en egen fraktion inom Kuomintangpartiet, vilken  blev känd som "CC-klicken". Fraktionen placerade sina medlemmar på strategiska positioner i partiet och regeringsmaskineriet, vilket ledde till att Chenbröderna fick ett dominerande inflytande inom byråkratin, utbildning, ungdomsorganisationer och fackförbund. Bröderna kontrollerade dessutom den "Centrala byrån för inhämtning och statistik" (調查統計局), en av Chiang Kai-sheks viktigaste kontrollorgan.
Under sin storhetstid räknades Chen och hans bror till en av "Kinas fyra stora familjer", vilka enligt den kommunistiske teoretikern Chen Boda dominerade Republiken Kina. De övriga tre var Chiang Kai-sheks familj, T.V. Soongs familj och H.H. Kungs familj.
Chens starka inflytande på Chiang Kai-shek och hans son Chiang Ching-kuo började att avta sedan nationalisterna dragit sig tillbaka till Taiwan 1949. Han förblev ledamot av Kuomintangs utvärderingsutskott, men fick inga ledande positioner i regeringen.
1950 lämnade Chen Lifu Taiwan då han fruktade att han skulle arresteras av sin rival Chiang Ching-kuo. Han emigrerade till USA där han startade en kycklingfarm i New Jersey. I april 1967 återvände Chen till Taiwan efter att Chiang Ching-kuo personligen vädjat till honom att komma tillbaka.
Chen försökte tillsammans med andra medlemmar i Kuomintang förgäves att förhindra att Lee Teng-hui tog över som president och ledare för partiet efter Chiang Ching-kuo. Trots detta fick han fortsätta som en av presidentens rådgivare fram till 1996. Samma år gav han ut sina memoarer där han beskrev en rad episoder från sin glans dagar vid Chiang Kai-sheks sida.